# Gaudenzio Marconi
Gaudenzio Marconi (1841-1885) was een Italiaans fotograaf, die voornamelijk in Frankrijk werkzaam was. Hij werd bekend door zijn artistieke foto's van naakten. Hij verkocht académies (fotografische figuurstudies) aan studenten van de École des beaux-arts (School of Fine Arts) in Parijs. Kunstenaars en studenten schetsten de figuur vaak uit foto's wanneer levende modellen niet beschikbaar waren of te duur bleken. De poses waren over het algemeen imitaties van die in de sculpturen uit de klassieke oudheid en de Renaissance. De foto's van Marconi werden gebruikt door beroemde kunstenaars als Auguste Rodin voor hun werken.

## Stijl
Marconi maakte albumine-afdrukken van natte collodionplaten. Hij gebruikte zowel mannelijke als vrouwelijke modellen en vermeed over het algemeen het gebruik van rekwisieten en complexe achtergronden en decors. Hierdoor kwam de focus in zijn fotografie te liggen op de vorm van het menselijk lichaam, de fysieke beweging, spieren en flexibiliteit. Ook maakte hij foto's van gespannen lichamen in ongebruikelijke posities die voor levende modellen tijdens schildersessies moeilijk vol te houden zijn. 

## Galerij

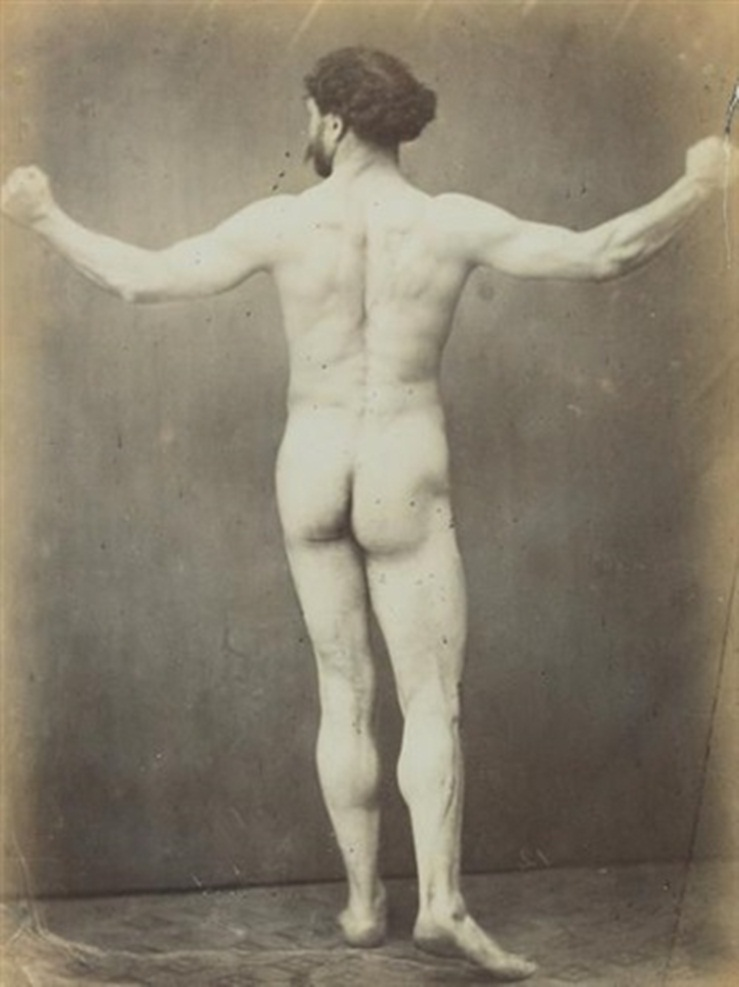
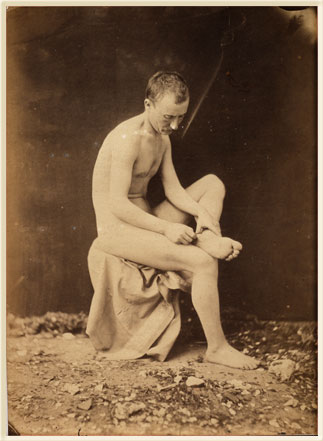
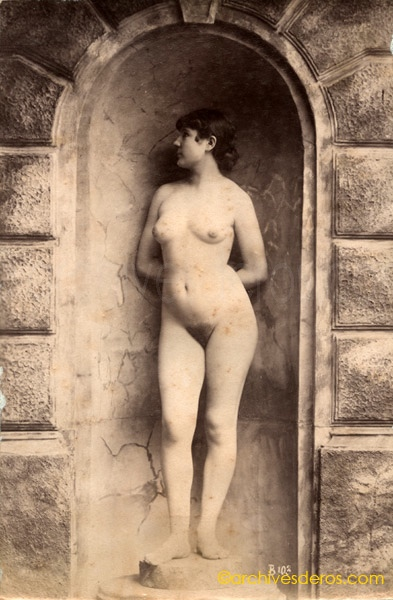
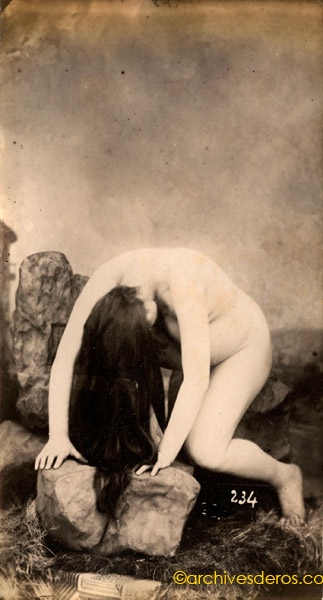
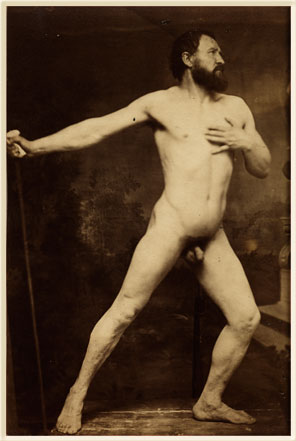

- Bibliothèque nationale de France: cb149765921 (data)
- Gemeinsame Normdatei: 1089622570
- International Standard Name Identifier: 0000 0000 0336 6463
- Nationale Bibliotheek van Israël: 987007500825805171
- PIC: 334329
- RKD-Nederlands Instituut voor Kunstgeschiedenis: 393926
- Istituto Centrale per il Catalogo Unico: PARV535071
- Union List of Artist Names: 500476505
- Virtual International Authority File: 37191021
- WorldCat: E39PBJrcqVg7c9w6PvfXqv8DMP